# Osbornie
Osbornie (Osbornia) je rod rostlin z čeledi myrtovité. Zahrnuje jediný druh, Osbornia octodonta. Je to keř nebo malý strom se vstřícnými zaokrouhlenými listy a drobnými, bělavými, bezkorunnými květy. Rostlina roste jako součást mangrovových porostů na pobřeží některých ostrovů jihovýchodní Asie a Austrálie. Její hospodářský význam je jen lokální.

## Popis
Osbornie je stálezelený, pomalu rostoucí keř nebo malý a obvykle vícekmenný strom, dorůstající výšky 2 až 5, výjimečně až 9 metrů. Kořeny se někdy plazí po povrchu půdy, nebývají však chůdovité. Kůra je vláknitá, rezavě hnědá až šedohnědá. Listy jsou jasně zelené, na bázi často načervenalé, jednoduché, vstřícné, křižmostojné, krátce řapíkaté, 3 až 4 cm dlouhé a 2 cm široké, na konci zaokrouhlené, na ploše žláznatě tečkované. Při rozemnutí aromaticky voní. Květy jsou oboupohlavné, smetanově bílé, drobné (asi 1 cm velké), osmičetné, jednotlivé v úžlabí listů. Češule je zvonkovitá, zelená. Kalich je smetanově bílý, vytrvalý, složený z 8 volných kališních lístků. Koruna chybí. Tyčinek je mnoho. Semeník je spodní, srostlý ze 2 plodolistů. Obsahuje 2 nedokonale oddělené komůrky s mnoha vajíčky. Plodem je drobná tobolka obsahující 1 nebo 2 semena.

## Rozšíření
Druh je rozšířen v jihovýchodní Asii a Australské oblasti. Jeho areál sahá od Filipín po Moluky a od východní části Nové Guiney po severní a severovýchodní pobřeží Austrálie.

## Ekologické interakce
Osbornie roste na mořském pobřeží jako součást mangrovových porostů, někdy i v písčitých ústích řek. Vyskytuje se v oblastech s vysokým mořským břehem nebo skalnatým pobřežím. V mangrovech zpravidla roste na straně odvrácené od moře, nesnáší ale sladkou vodu

## Taxonomie
Rod Osbornia je řazen v rámci čeledi myrtovité do podčeledi Myrtoideae a tribu Osbornieae, který má pouze tohoto jediného zástupce. Podle výsledků fylogenetických studií představuje sesterskou větev tribu Melaleuceae. Mezi blízce příbuzné rostliny tedy patří rod kajeput (Melaleuca), včetně rodů štětkovec (Callistemon) a štětkoveček (Calothamnus).

## Význam
Aromatický olej z této rostliny rozetřený na kůži působí jako repelent. Dřevo je velmi trvanlivé. Domorodci rostlinu používají k tmelení člunů.